# Allium scrobiculatum
Allium scrobiculatum är en amaryllisväxtart som beskrevs av Aleksei Ivanovich Vvedensky. Allium scrobiculatum ingår i släktet lökar, och familjen amaryllisväxter. Inga underarter finns listade i Catalogue of Life.